# Castell de Herstmonceux

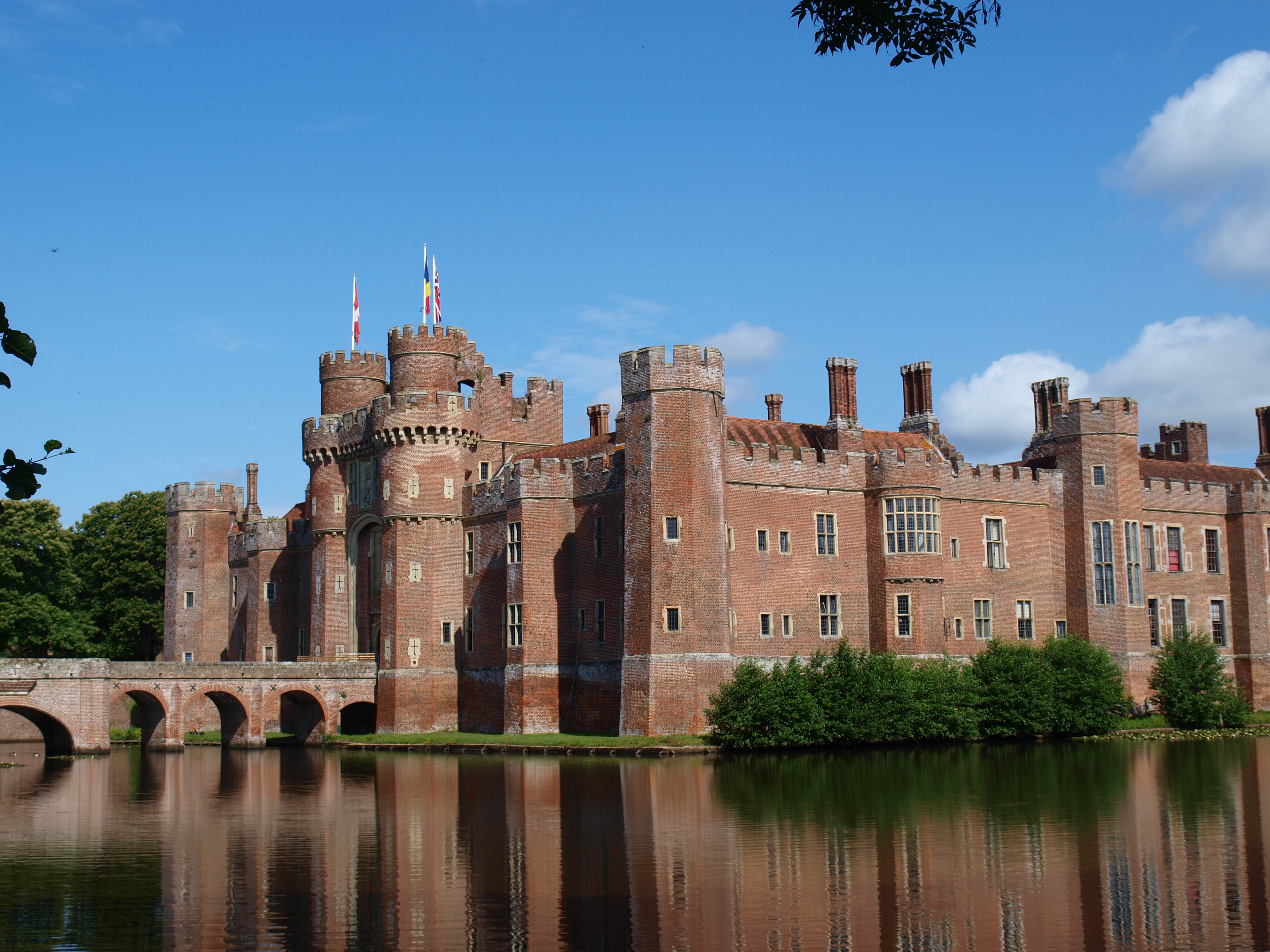
El Centre d'Estudis Internacionals de Bader de la Universitat de Queen, castell de Herstmonceux

El Ccstell d'Herstmonceux és un castell de maons de la casa de Tudor construït al segle xv. És a prop de Herstmonceux, East Sussex, Regne Unit. Del 1957 al 1988 va ser la seu del Reial Observatori de Greenwich. L'any 1993 la Universitat de Queen compra el castell i crea el Centre d'Estudis Internacionals de Bader (Bader International Study Centre of Queen's University, Canadà)